# Stiernkors
Stiernkors var en svensk adelsätt. Frälserätten och sköldemärket ärvdes genom biskop Magnus Nicolai (Stjernkors) systerdotter Karin Olofsdotter (Kirves) till hennes man och ättlingar.
Karin Olofsdotters man var borgmästaren i Åbo Nils Persson (Kiukku-Niku). Maken ansågs som ofrälse men barnens frälse ifrågasattes aldrig. Av barnen var Peder Särkilax kanik i Åbo och den förste som predikade den lutherska läran i Finland, Påvel Nilsson var kyrkoherde i Sääksmäki och dottern Märta Nilsdotter satt på gården Sorpo i Pargas. Ätten fortsatte genom de övriga sönerna Gustaf Nilsson, som var hertig Johans hingstridare 1563 och gjorde rusttjänst för Stor-Särkilax liksom sonen Måns Nilsson gjorde för Ristniemi i Sagu. Stiernkorsarna fortsatte även, om än ointroducerade, genom ovannämnde herr Påval i Säxmäki, som i frälseregistret från år 1554 hade en frälseknekt.
Av Gustaf Nilssons ättlingar introducerades sonsonen Lars Månsson till Tenala i Lemo på Riddarhuset 1634. Gustafs släktlinje dog ut 1690 eller senast i Stora nordiska kriget. Av Måns Nilssons ättlingar är den bäst kände Ivar Månsson (Stiernkors) till Fulkila i Uskela, senare Kärknäs i Sagu (dräpt 1573). Ivar Månsson ledde belägringen av Åbo slott 1563, var senare riksråd, fältmarskalk och häradshövding. Ivars yngste son Axel anhöll 1625 om introduktion av ätten på Sveriges riddarhus vilket beviljades. Måns Nilssons släktgren dog ut 1634.